# لاندايفريدوغ (أنغلزي)
لاندايفريدوغ (بالإنجليزية: Llandyfrydog)‏ هي قرية تقع في المملكة المتحدة في ويلز.

## أعلام
- هيو ديفيس